# Septembre 1813

## Événements
- 5 septembre, Guerre de 1812 (États-Unis) : le brick américain USS Enterprise capture le brick anglais HMS Boxer au large de Bristol[1].

- 6 septembre : défaite du maréchal Ney à Dennewitz[2].

- 9 septembre : traité de Töplitz entre la Russie, la Prusse et l'Autriche, rejoints par le Royaume-Uni le 3 octobre[2].

- 10 septembre, guerre de 1812 (États-Unis), frontière de Détroit, bataille du lac Érié : victoire navale décisive des Américains, qui anéantissent la flotte adverse et prennent le contrôle du lac.

- 14 septembre - 6 novembre : Morelos y Pavón réunit le congrès de Chilpancingo qui rédige la première déclaration d’indépendance mexicaine[3].

- 15 septembre, Chine : tentative avortée de renversement de l’empereur Qing de Chine par les sociétés secrètes (secte de la raison céleste, issue de la secte du lotus blanc). Les insurgés, menés par Lin Qing, attaquent la cité interdite mais sont repoussés par le prince Minning[4].

- 16 septembre : victoire française au combat de Peterswalde[5].

- 17 septembre : armistice entre la Bavière et les alliés[2].

- 29 septembre, guerre de 1812 (États-Unis), frontière de Détroit : les Américains reprennent Détroit aux Britanniques[6].

- 30 septembre : victoire des patriotes vénézuéliens à la bataille de Bárbula[7].

## Naissances
- 6 septembre : John Cassin (mort en 1869), ornithologue américain.
- 19 septembre : Christian Heinrich Friedrich Peters (mort en 1890), astronome américain.
- 30 septembre : John Rae (mort en 1893), explorateur écossais de l'Arctique canadien.

## Décès
- 2 septembre : Jean Victor Marie Moreau, général français de la Révolution et de l'Empire, des suites de ses blessures reçues à la bataille de Dresde (° 4 février 1763).
- 24 septembre : André Ernest Modeste Grétry, compositeur (Liège, 1741-Montmorency, 1813).